# Gårdsby
Gårdsby är kyrkby i Gårdsby socken i Växjö kommun i Kronobergs län belägen norr om Växjö.
I byn ligger Gårdsby kyrka.